# Mont Yōrō
Pour les articles homonymes, voir Monts Yōrō et Yōrō (Gifu).
Le mont Yōrō (養老山, Yōrō-san), anciennement mont Tagi (多芸山, Tagi-yama), est une montagne située sur le territoire des villes de Yōrō et Ōgaki dans la préfecture de Gifu au Japon. Elle culmine à 859 m d'altitude et appartient aux monts Yōrō qui s'étendent sur toute la région.